# Macropsychanthus dolichobotrys
Macropsychanthus dolichobotrys là một loài thực vật có hoa trong họ Đậu. Loài này được Holthuis miêu tả khoa học đầu tiên.